# Expedición de Almagro a Chile

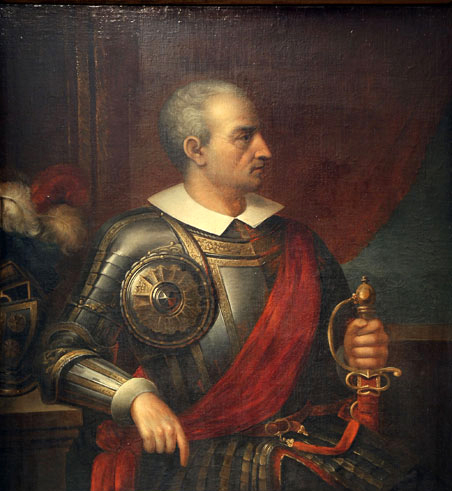
El conquistador español Diego de Almagro es usualmente reconocido como el «descubridor de Chile».

La expedición de Diego de Almagro a Chile ocurrió entre 1535 y 1537 en la cual contó con un contingente de hombres, con los cuales recorrieron el altiplano, el desierto de Atacama, el valle de Copiapó, el del Aconcagua y la cordillera de los Andes, sufriendo por las extremas condiciones climáticas. Tras su regreso a Perú enfrento una guerra civil contra Francisco Pizarro, siendo derrotado.
En 1535, el conquistador español Almagro inició la expedición al frente de una fuerza militar desde la ciudad de Cusco hacia el sur del Imperio incaico por la región del Collasuyo, que corresponde a territorios de los actuales Bolivia, Argentina y Chile. La expedición es usualmente conocida como descubrimiento de Chile, aunque las costas australes chilenas ya habían sido avistadas por la expedición de circunnavegación mundial de Hernando de Magallanes en 1520. 
Recorrieron durante dos años un territorio que el emperador Carlos I de España le había concedido en gobernación en 1534, aun sin saberlo, y territorios concedidos de Pedro de Mendoza como parte de la gobernación de Nueva Andalucía (en la cual estaba Chile al sur de la actual Taltal). La expedición se hizo en busca de riquezas, las cuales no hallaron, encontrando estériles desiertos y la hostilidad de sus habitantes. Por esta razón, Almagro y sus hombres regresaron al Cusco en 1537, ciudad que ocuparon por considerar que pertenecía a su gobernación de Nueva Toledo, desatándose la guerra entre los conquistadores del Perú.

## Gobernación de Nueva Toledo
- Wikisource contiene obras originales de o sobre Expedición de Almagro a Chile.

División de las capitulaciones españolas de 1534-1539 en Sudamérica

La gobernación de Nueva Toledo fue creada por el emperador Carlos I el 21 de mayo de 1534 para Diego de Almagro, quien no había resultado favorecido en el reparto de gobernaciones de 1529 para Francisco Pizarro y Simón de Alcazaba y Sotomayor. Almagro recibió una franja de 200 leguas en dirección norte-sur que comenzaban aproximadamente en el paralelo 14° S, cerca de Pisco, que correspondía al límite sur de la gobernación de Nueva Castilla otorgada a Pizarro.
La gobernación tenía como límite oriental a la línea del Tratado de Tordesillas, la cual para los españoles se hallaba a los 46º 37’O, por lo que se le otorgaba un pequeño trecho de costa en el océano Atlántico. Confinaba por el sur con la Gobernación de Nueva Andalucía, otorgada a Pedro de Mendoza, un poco al sur de Taltal a los 25° 31' 26''S. Al occidente se hallaba el océano Pacífico.
En el momento de enterarse de la creación de la gobernación, Diego de Almagro se hallaba cruzando el río Abancay cuando se dirigía al Cuzco. La real cédula nombraba a Almagro: gobernador, adelantado y capitán general de Nueva Toledo. Luego de entrar Almagro en Cuzco, se produjeron desavenencias entre Almagro y los partidarios de Pizarro, que finalizaron con la firma por ambos el 12 de junio de 1535 de un acta de concordia. Ambos conquistadores se reconocieron sus gobernaciones y renovaron sus acuerdos realizados en Panamá para la conquista del Perú, acordando dividir entre ambos las riquezas que obtuvieran. Los conflictos de límites serían elevados al emperador y mientras tanto la línea limítrofe se situaría al sur del Cuzco, quedando esa ciudad en poder de Pizarro. 
Pizarro incentivó a Almagro a dirigirse a explorar un territorio ubicado al sur denominado Chile, del cual decían los incas estaba poblado de oro.

## Preparativos de la expedición
Almagro gastó más de un millón y medio de pesos oro en los preparativos de su expedición a Chile, envió agentes reclutadores de soldados a la Ciudad de los Reyes y juntó fácilmente 500 españoles para la expedición, muchos de los cuales lo habían acompañado al Perú y otros provenían de la expedición de Pedro de Alvarado a Quito. La fama de generosidad de Almagro facilitaba el reclutamiento. Iban también en la expedición unos 100 esclavos negros y unos 1500 yanaconas para el transporte de las armas, ropas y víveres. De las dos rutas posibles hacia Chile por los caminos del Inca que partían del Cuzco, Almagro eligió la que bordeando el lago Titicaca se internaba en la actual Bolivia, pasaba por las provincias argentinas de Jujuy, Salta y Catamarca y cruzaba a Chile atravesando la cordillera de los Andes. Desechó la ruta costera que atravesaba el desierto de Atacama, probablemente debido al peligro de perder allí a sus caballos por la falta de agua y forrajes. 
Las noticias que les llegaban sobre el valle de Chile eran falsas, pues los incas planeaban una rebelión contra sus dominadores y deseaban que aquel grupo tan numeroso de españoles se alejara de Perú, sabiendo que al sur solo encontrarían indígenas hostiles. Almagro le pidió al inca (rey del imperio designado por Pizarro) Manco Cápac II que les preparara el camino enviando a dos dignatarios junto a tres soldados españoles a caballo para que en los puntos del tránsito se acataran las órdenes de Almagro. El inca les entregó al más alto jefe religioso del imperio, el Villac-Umu y también a su propio hermano menor llamado Paullu Inca (o Pablo Inga) quien sería su guía. Los comisionados debían avanzar con una fuerte escolta indígena hasta el pueblo de Tupiza a 200 leguas del Cuzco y fueron recogiendo el oro y la plata que encontraban por donde pasaban para entregar a Almagro, malquistando a los indígenas contra los españoles.
Luego Almagro encomendó a Juan de Saavedra que se adelantase con una columna de 100 a 150 soldados para que, a la distancia de unas ciento treinta leguas, fundase un pueblo y lo esperase con llamas, alpacas y el maíz e indígenas de relevo que pudiese reunir en aquellas comarcas. Saavedra fundó el pueblo de Paria en el punto en donde Almagro y Pizarro habían acordado se dividiesen provisoriamente sus jurisdicciones. Los preparativos de la expedición fueron realizados con gran celeridad, pues 20 días después del pacto con Pizarro, Almagro se puso en campaña, aunque algunas versiones señalan que salió presuroso por temor a que Pizarro aprovechara la partida de sus hombres para apresarlo.

## Avance hasta Chile

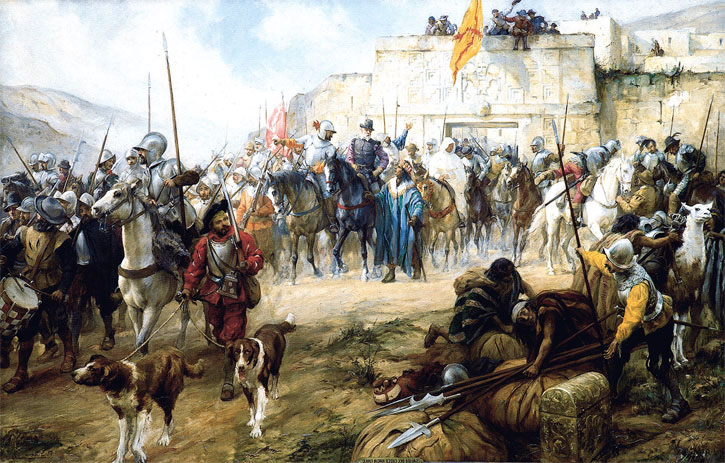
Expedición de Almagro a Chile, pintura de fray Pedro Subercaseaux.

Almagro salió del Cuzco el 3 de julio de 1535 con 50 hombres y se detuvo en Moina (a 5 leguas al oeste del Cuzco) hasta el 20 de ese mes, detenido por el inesperado arresto del inca Manco Cápac II por Juan Pizarro, acción que le dio problemas. En el Cuzco Almagro dejó a Rodrigo Orgóñez reclutando soldados para unirse a la expedición, cumpliendo Juan de Rada la misma comisión en la Ciudad de los Reyes.
Dejada atrás Moina, Almagro se encaminó por el camino del Inca recorriendo el área occidental del lago Titicaca. Cruzó el río Desaguadero y se encontró con Saavedra en Paria a principios de agosto, quien había reunido a sus fuerzas a 50 españoles más, que pertenecían al grupo del capitán Gabriel de Rojas, y que decidieron abandonar a su jefe y dirigirse a Chile. Rojas había partido previamente del Cuzco por orden de Pizarro en misión de descubrimiento hacia el sur con 60 españoles y retornó a esa ciudad casi solo. Almagro ordenó que los expedicionarios permanecieran cerca del lago Aullagas (actualmente lago Poopó) todo agosto, en espera del derretimiento de las nieves de la cordillera de los Andes, mientras él se dirigió a Tupiza con 12 hombres a caballo, lugar en donde lo esperaba Paullu Inca (Pablo Inga). Durante el camino había recibido la noticia de la llegada al Perú del obispo de Panamá, Tomás de Berlanga, encargado por el rey de dirimir las diferencias entre Almagro y Pizarro, pero continuó viaje pese a que sus amigos le solicitaron que volviese para defender mejor su causa. 
En Tupiza,  Paullu Inca y el Villac-Umu habían recolectado oro de los tributos de la región. Los tres españoles que los acompañaban, mientras esperaban a Almagro, se habían dedicado al pillaje y continuaron viaje sin esperarlo. Una caravana que supuestamente provenía de Chile con 90 000 pesos de oro fino de los tributos al Inca fue entregada a Almagro. Esto renovó los bríos de los expedicionarios haciéndoles olvidar los padecimientos de la marcha. Aquí Almagro realizó una nueva pausa de dos meses en la expedición, esperando que llegasen las tropas, que lo fueron haciendo en grupos y acopiando víveres. En Tupiza Almagro se informó de los dos caminos posibles para llegar a Chile, desechando el del inhóspito desierto de Atacama.
Antes de que Almagro llegara a Tupiza, el Villac-Umu se escapó de la expedición con todos los porteadores y volvió al norte con planes de aprovechar la división de las fuerzas españolas. Pero Almagro y sus hombres siguieron adelante, ya que aún contaban con Paullu Inca como aliado. Los españoles tuvieron que tomar porteadores a la fuerza para poder transportar los avituallamientos, esto causó más de un conflicto con los naturales. Incluso hasta el mismo Almagro estuvo a punto de perecer a manos de un indígena que lanzó una flecha y erró dándole al caballo, que cayó encima de Almagro y le causó serias heridas.
Con más dificultades, incluyendo la pérdida de bagaje en manos indígenas, los españoles llegaron finalmente al norte de Salta, en la antigua Chicoana (en los valles Calchaquíes, no la actual Chicoana en el valle de Lerma), el último paso antes de atravesar los Andes. En Chicoana los expedicionarios se detuvieron dos meses para conseguir provisiones. Los guías que pudo encontrar señalaron a Almagro que para llegar a Chile había dos caminos, uno por el desierto en el que debían transitarlo en grupos pequeños y otro por un paso alto cordillerano cubierto de nieve que partía desde Shincal siguiendo el Camino del inca. 
Almagro se decidió por este último y partió de Chicoana en marzo. Ya los deshielos habían comenzado y encontraron crecido al río Guachipas y hubo de ser atravesado a pie todo un día con la pérdida de llamas, y la deserción de los porteadores quienes aprovecharon para huir.

## El cruce de los Andes

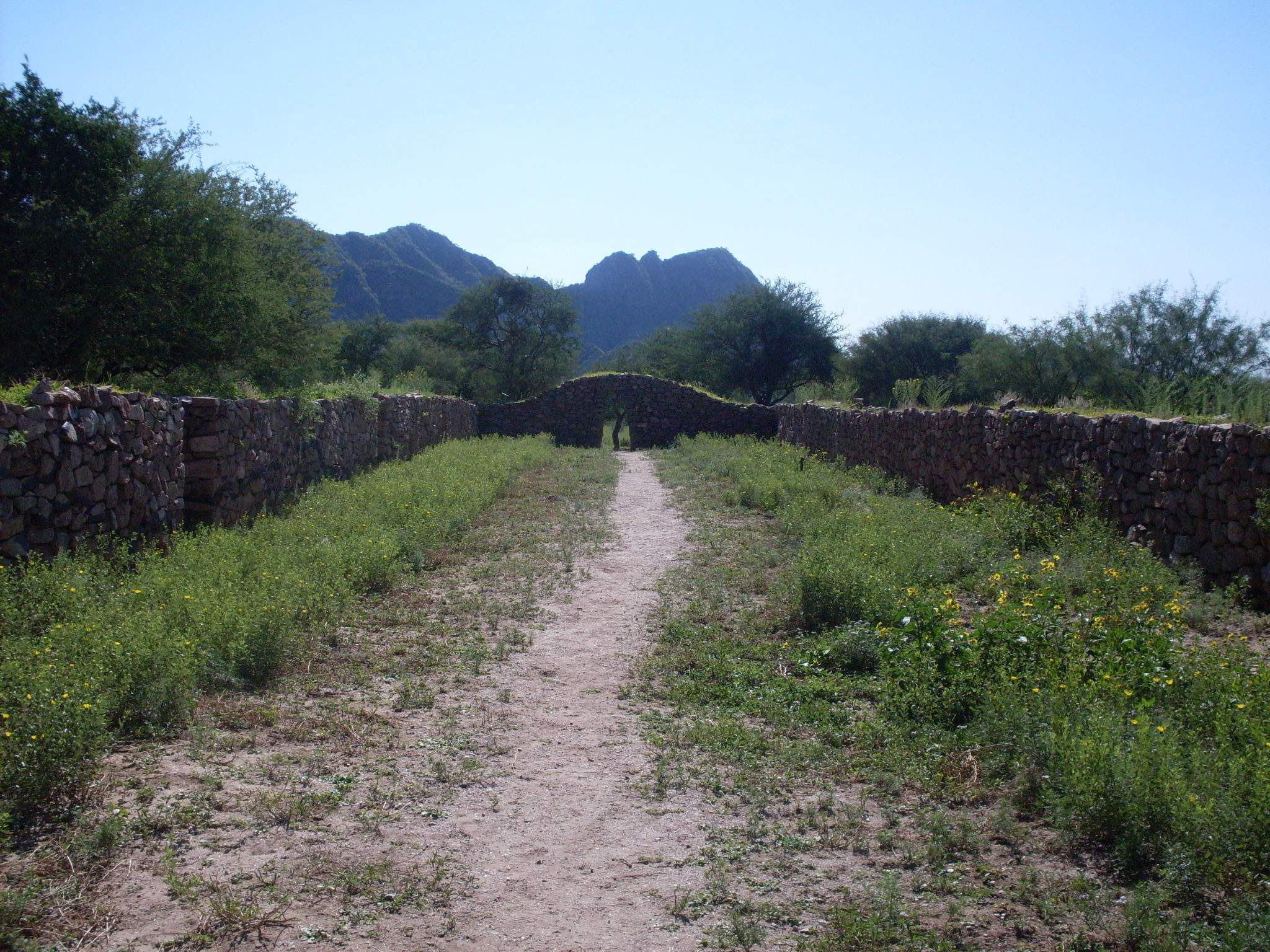
Ruinas del tambo de Shincal

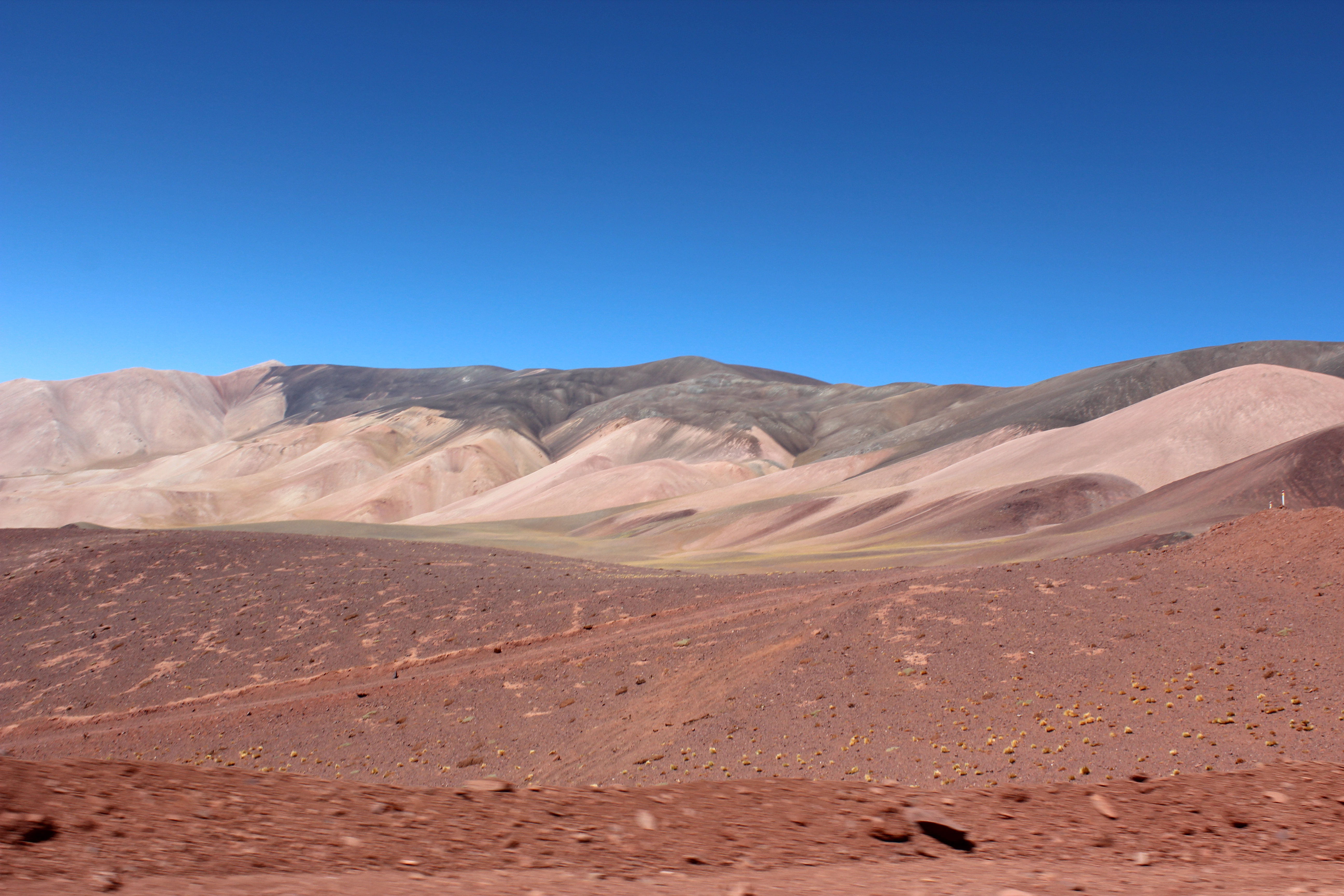
Vista del paisaje cordillerano desde el Paso Pircas negras.

En el otoño austral de 1536 llegaron al pie de la cordillera de los Andes, una mala época para internarse en la cordillera. 
Almagro inició la transmontada de la cordillera de los Andes con aproximadamente 2.500 hombres entre españoles, yanaconas, hombres de color entre los que venía su criada fiel, Malgarida. Desde el Shincal, la columna subió en pos del Paso de Come-Caballos para después pasar al Paso del Portezuelo pulido donde encontraron rachas sostenidas de viento gélido y de ahí dirigirse siguiendo el sendero incaico hasta el Peñasco de Diego y paso de Pircas negras vivaqueando en los tambos incaicos situados en el costado de la ruta.
En su avance por la cordillera, los expedicionarios sufrieron muchas penalidades, ya que caminaban agotados por el frío, el congelamiento de sus manos y pies, y por la dificultad de un suelo suelto lleno de guijarros pequeños, de bordes afilados, que les destruían las suelas de los zapatos y las herraduras a los caballos. 
El gélido clima ( de entre -16 a -20 °C) de la cordillera mató a gran parte de los yanaconas que empezaron a dejar en la ruta como un sendero de muerte, pues no tenían la ropa adecuada y andaban a pie desnudo, y a varios de los españoles cuando se quitaban las botas, se les caían los congelados dedos de los pies. La ruta quedó jalonada de cadáveres de hombres y animales.
Las crónicas españolas no mencionan el paso cordillerano utilizado por Almagro para acceder a Chile ni dan pistas para identificarlo, el historiador chileno e intendente de Atacama Carlos María Sayago en su obra Historia de Copiapó publicada en 1874 dice sobre la base de sus conocimientos regionales que Almagro cruzó los Andes por el paso de Come-Caballos pues su amplitud permitía el paso de una columna de cientos de personas. Sin embargo, Diego Barros Arana en su obra Historia general de Chile (Tomo I) publicada en 1884 dice sin mencionar su fuente:

Al fin, entrando por las gargantas o quebradas que hay al norte de ellas, conocidas en nuestro tiempo con el nombre de San Francisco, comenzaron a escalar la gran cordillera (...) descendió por la quebrada hasta Iglesia colorada que hoy llamamos de Paipote, hasta la entrada del valle de Copiapó.

La historiografía posterior chilena repitió la afirmación de Barros Arana, por ejemplo: Jaime Eyzaguirre en Historia de Chile, pág. 48 de 1965; Francisco Antonio Encina en el tomo 1 de su monumental Historia de Chile; Sergio Villalobos en Historia del Pueblo Chileno Tomo I de 1980. Investigadores más recientes de Argentina y de Chile descartan por completo al paso de San Francisco ya que carece de aguadas y habría sido impracticable para una expedición como la de Almagro, por lo cual señalan los puertos de montaña inmediatos hacia el sur, como el paso Pircas Negras, el de Come-Caballos, el paso de La Ollita o el paso de Peñas Negras. Estos pasos son de menor altura y tienen cursos de agua en ambas pendientes de los Andes, que llevan al río Copiapó y sus valles en el lado chileno. Las investigaciones arqueológicas descubrieron tambos incaicos de apoyo para estos pasos cordilleranos, como el tambo La Ollita y los de Come Caballos, que hacen suponer que por ellos pasaba el ramal principal del camino del Inca.
En 1587 el gobernador del Tucumán Juan Ramírez de Velasco informó que había escuchado que Almagro pasó por Londres, la antigua Shincal, ubicada en la ruta que se remonta al paso de Come-Caballos:

... e oydo dezir al capitan blas ponze sobre dicho y a otras personas que eran los que estauan poblados en Londres prouinçia desta gouernaçion de tucuman por gouernadores y capitanes del ynga del Cusco señor del piru y que cobraban en oro y plata sus tributos y los enbiauan al ynga sacados de las minas deste londres y que al tienpo que paso el adelantado almagro al rreyno de chille y conquista del por este londres llebaba quinientos soldados y mas de dos y tres mill yndios de seruiçio estos yngas enbiauan una parte del tributo a su señor el ynga en nobenta andas que llaman aca angarillas y cada angarilla llebaban en onbros veynte o treynta yndios...

Un apoyo adicional al cruce por Come-Caballos es el relato de Gonzalo Fernández de Oviedo que dice que cuando la retaguardia de Almagro al mando de Juan de Herrada y de Juan de Guzmán llegó meses después a Copayapo tras pasar los Andes, contaron que habían comido los caballos que hallaron muertos y en buen estado de conservación en el paso andino.
Las penurias aumentaron al internarse por ese paisaje helado, inhóspito y silencioso, llegando incluso a detener el avance por falta de ánimos. El conquistador, preocupado por la suerte de sus hombres, encabezó junto a otros veinte jinetes un grupo de avanzada, que atravesó la cordillera y después de cabalgar tres días enteros, llegaron al valle de Copiapó (en ese entonces Copayapu), recogiendo los víveres que le suministraron los indígenas que envió de inmediato para socorro de sus hombres. Paullu Inca lo había precedido y tenía preparado los víveres.

## Reconocimiento del territorio

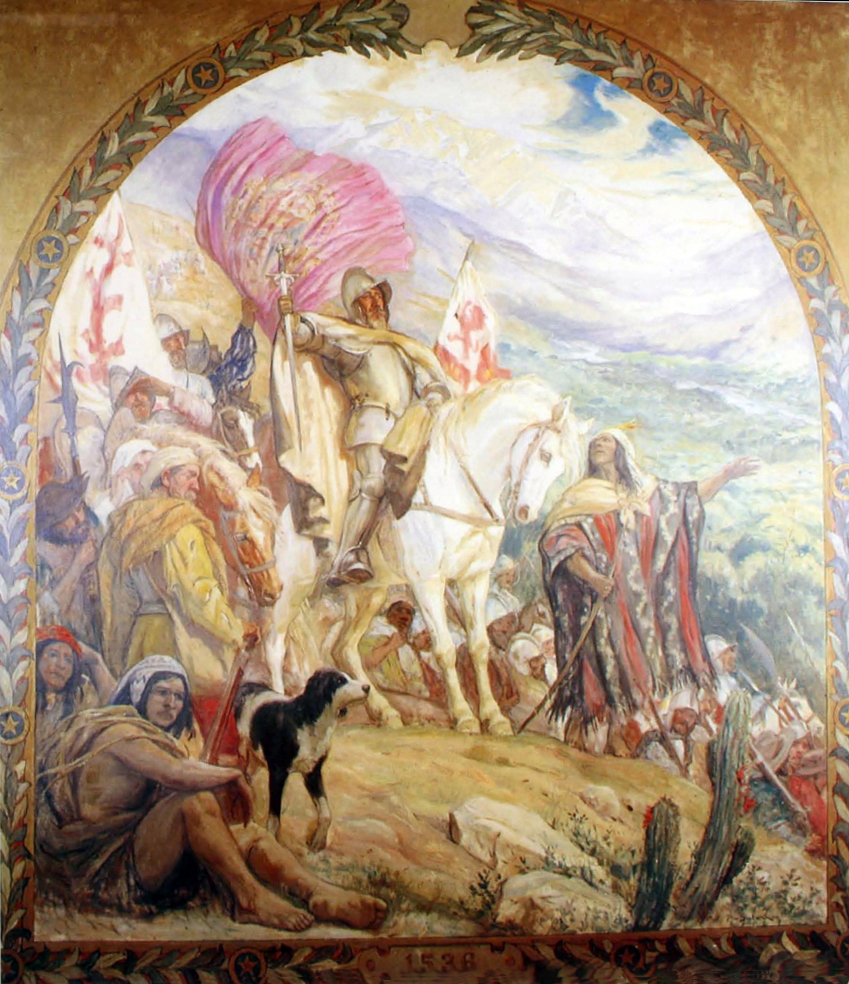
Almagro llega al valle de Copiapó.

Por fin el resto de la columna llegó a Copayapu en abril de 1536, con 240 españoles, 1500 yanaconas, 150 esclavos negros y 112 caballos, entre los negros venía una mujer leal a Almagro llamada Malgarida. Quedaron muertos en la travesía 10 españoles, 170 caballos y cientos de indígenas auxiliares.
En el valle de Copiapó Almagro reunió 500 000 ducados de oro y destruyó las obligaciones por valor de 150 000 pesos oro que sus capitanes le habían firmado por adelantado en el Cuzco, diciéndoles que él no podía ser acreedor de sus valientes y leales camaradas. Almagro consiguió el favor de los indígenas locales deponiendo a un usurpador de un cacicazgo local y restableciendo al cacique Montriri, quien le fue agradecido y fiel. Después de la natural recuperación de energías durante una semana, se dio la orden de reiniciar la marcha en los primeros días de julio de 1536, sin embargo le desertaron una multitud de yanaconas que dejaron prácticamente sin sirvientes a los españoles. 
Al pasar por los valles de Huasco y Coquimbo Almagro recibió hostilidad de los indígenas, quienes los despoblaron para evitar ser esclavizados. Al llegar a Coquimbo Almagro endureció la mano e hizo quemar a varios culpables de haber matado españoles.
Estos indios habían asesinado a los tres soldados enviados en vanguardia que habían llegado a Chile. Para su escarmiento, Almagro decidió darles un cruel castigo, reuniendo a todos los caciques importantes de la región; entre ellos el apunchic Anien, enrostrándoles su crimen y condenándoles a morir en la hoguera. 
El castigo fue narrado en la Relación de cosas acaecidas en el Perú... atribuida por unos a Cristóbal de Molina (apodado el almagrista o el chileno) y por otros a Bartolomé Segovia:

...  en el tercer valle, que es el que se llama de Guaguinago, que está poblado de cristianos ahora; aquí entendió el Adelantado que estos indios y los del segundo valle del Guasco habían muerto á los tres españoles que él había enviado del Cuzco con los dos Ingas, los cuales por codicia de ranchear, se vinieron hasta que por sus malas obras y malos tratamientos que hacían a los indios, según se entendió de los pueblos por donde pasaban, los mataron; y para castigarlos por la muerte de estos tres españoles, juntólos todos en un aposento donde estaba aposentado y mandó cabalgar la gente de á caballo y la de á pie que guardaran las puertas y todos estuviesen apercibidos, y los prendió, y ,en conclusión hizo quemar más de treinta señores, vivos, atados cada uno a un palo, y a los demás indios comunes repartió por esclavos...

Durante la realización de su castigo le llegaron noticias de los caciques de la región del Aconcagua, que deseaban realizar amistad con los blancos, esto era gracias a un par de españoles renegados de Pizarro que estaban en la región desde antes.
Se trataba de Gonzalo Calvo de Barrientos y Antón Cerrada, quienes en realidad fueron los primeros españoles en descubrir y pisar territorio chileno.
Gonzalo Calvo de Barrientos había sido afrentado por Pizarro haciéndole cortar las orejas y para no exhibir su afrenta se internó hacia el sur del valle de Zama, internándose posteriormente hacia el sur. Sería el más leal colaborador de Almagro.
Durante su marcha a esa región, el Adelantado tuvo noticias de un barco, el San Pedro que había recalado en la región, (Los Vilos) dirigido por Ruy Díaz y que venía lleno de ropas, armas y víveres para la expedición. 
Al llegar al río Conchalí, en Los Vilos se encontró con el otro español ya mencionado llamado Antón Cerrada quien ya había influenciado a los aborígenes a dar una bienvenida pacífica a la columna de Almagro.
Al llegar al valle del Aconcagua los españoles fueron bien recibidos por los naturales, por los consejos que les dio de las malas intenciones de estos y su recomendación de atacarlos o huir de ellos.
Los naturales le hicieron caso, no se atrevieron a atacarlos y escaparon durante la noche, realizando igual intento el indio Felipillo y varios yanaconas, tomando el camino del norte, pero este último intento no fructificó. Felipillo fue atrapado y descuartizado con caballos frente al Curaca de la región como escarmiento.
El territorio que el Adelantado esperaba encontrar lleno de riquezas no cumplía ni sus más mínimas expectativas, esto le causó una gran desilusión, por lo que decidió enviar una columna de 70 jinetes y 20 infantes dirigida por Gómez de Alvarado para que explorase el sur del territorio.
Cuando la columna llegó al río Itata, tuvo lugar en Reynogüelén el primer enfrentamiento entre los españoles y los mapuches, en la que la superioridad de las armas y la sorpresa por los caballos permitió una fácil victoria española frente a indios muy guerreros y que se asustaron al ver el hombre montado a caballo como un solo ser. Esto no sería más que una mera escaramuza en la futura y larga guerra de Arauco que iniciaría Pedro de Valdivia.
Almagro al tener estas noticias, sopesó la situación y decidió no proseguir hacia el sur.
Sin oro y con tan belicosos naturales, Almagro sólo pensó en regresar al Perú. Entre la alternativa de volver a atravesar la cordillera, o dirigirse por el desierto, se decidió por la segunda opción. En un acto de reconocimiento al sacrificio hecho por sus hombres en la expedición, y que no fueron recompensados con el ilusorio oro de esta región, decidió perdonar las deudas que sus soldados habían contraído con él, destruyendo todas las escrituras que los comprometían.
El camino por el desierto de Atacama fue tan horroroso como la travesía por la cordillera, días quemantes y noches heladas, la hostilidad de los indígenas, sin contar con la escasez de agua y alimento, pero de cualquier forma se le consideró mejor que la travesía por los Andes. 
Salieron en grupos pequeños de no más de 10 hombres haciendo jornadas de 20 km cada día. Durante el día se refugiaban bajo la sombra de los Tamarugos, en la Pampa del Tamarugal y caminaban de noche.
Para ponerse a cubierto de una sorpresa ya que el Perú ardía en una rebelión general contra Pizarro, Francisco Noguerol de Ulloa se hizo a la mar y desembarcó en el caserío como protección adelantada de los expedicionarios permaneciendo 18 días y luego regresando por tierra a Arequipa en febrero de 1537 con la pérdida consignada de un hombre, Francisco de Valdés que murió ahogado en un río.
Tal era el estado físico en que llegó Almagro y sus seguidores que desde entonces se les llamó los "rotos de Chile" a quienes vinieran de esas tierras. Solo se atrevería a ir a conquistarlo 4 años más tarde Pedro de Valdivia.

## Relación de Gonzalo Fernández de Oviedo
La Historia general y natural de las Indias, islas y tierra firme del mar océano fue publicada por Gonzalo Fernández de Oviedo (que perdió un hijo en la expedición) en partes entre 1535 y 1557 con una extensa relación sobre la expedición de Almagro a Chile. El derrotero señalado por Fernández de Oviedo es:.
- Salida del Cuzco por Almagro: 3 de julio de 1535;
- Pueblo de Moyna, a 5 leguas del Cuzco, en la provincia del Collao de 50 leguas de largo (se detuvo 8 días en el pueblo);
- Provincia de Paria, a 80 leguas del Cuzco y de 20 leguas de largo (se detuvo un mes allí, en donde lo esperaba el capitán Juan de Saavedra);
- Provincia de Aulaga, de 25 leguas de largo (se detuvo 10 días allí);
- Despoblado de 40 leguas de camino;
- Pueblo de Tupissa en la provincia de Chincha, de 40 leguas de largo (se detuvo allí 2 meses esperando el medio y la retaguardia de sus fuerzas que iban retrasadas y adelantó a Rodrigo de Salcedo con un tercio de las tropas);
- Provincia de Xibixuy, que encontró hostil y vecina de los belicosos juríes;
- Pueblo de Chicoana en la provincia de Chicoana, de 70 o más leguas de largo y hostil a los españoles (se detuvo allí 2 meses esperando a los rezagados);
- Cruce de los Andes en 7 jornadas (desde allí se adelantó Almagro con 20 españoles en busca de comida);
- Primer valle de la provincia de Pocayapo o Copayapo, de 150 leguas de largo (se detuvo unos días allí y supo de la muerte de los 3 españoles que lo precedieron por el camino de Atacama);
- Valle de Marcandey o el Guasco en la provincia de Copayapo (se adelantó Almagro allí y estuvo 6 días);
- Pueblo de Coquembo en el valle de Coquimbo o de Coquinga, cabecera de la provincia de Copayapo (hizo allí una matanza de jefes locales, esperó unos días a los retrasados e hizo contacto con Gonzalo Calvo de Barrientos);
- Pueblo de la Ramada en la provincia de Chile (estuvo allí el día de la Ascensión y recibió a un español enviado desde un puerto a 20 leguas en donde estaba el barco Santiago que Almagro había enviado desde Lima);
- Pueblo de Lua en la provincia de Chile (a 4 jornadas de Cuncancagua);
- Pueblo de Cuncancagua, cabecera de la provincia de Chile, que junto con la de Picones sumaban 160 leguas de largo (allí supo que Ruy Díaz viajaba por la costa del mar hacia Chile y envió dos expediciones paralelas por interior y costa hacia el sur al mando de Gómez de Alvarado, que anduvo 150 leguas y retornó);
- Retorno al pueblo de Copayapo tras reunir las fuerzas y enviar un barco a Atacama al mando de Noguerol (Almagro se adelantó y viajó 15 días desde Cuncancagua. Llegada a Copayapo tras pasar los Andes de Juan de Herrada y Juan de Guzmán con nuevas tropas, avisando de la insurrección de la provincia del Collao);
- Comienzo del retorno al Cuzco por el camino de Atacama y en pequeños grupos sucesivos con Rodrigo Argonez en vanguardia;
- Pueblo principal de la provincia de Atacama, de 40 leguas de largo sin el despoblado de más de 200 leguas (a mediados de octubre de 1536 llegó Almagro y se reunió con Noguerol y con Argonez. Descansaron 18 días enterándose de que había un alzamiento inca en el Cuzco);
- Pueblo de Pica en la provincia de Tarapacá en el Collao, que encontró hostil (a 80 leguas del Cuzco. Se detuvieron unos días y Almagro envió a Juan de Saavedra a la provincia de Tacana a socorrer al barco San Pedro);
- Pueblo principal de la provincia de Tacana (a 20 leguas. Estuvo allí Almagro 8 días);
- Pueblos de Moquiguaya, Araguaya, Quinoaestaca, Umati y Saña, de camino al valle de Arequipa (a 50 leguas del Cuzco. Recibió allí la noticia falsa de la muerte de Pizarro y partió el 12 de marzo de 1537 enviando un mensaje al Inca);
- Pueblo de los Canes (tras 14 días de viaje y a 25 leguas del Cuzco. Recibió allí respuesta del Inca con quejas del comportamiento de los Pizarro);
- Pueblo de Urcos (a 6 leguas del Cuzco. Almagro se enteró allí que Hernando Pizarro lo desconocía como gobernador);
- Pueblo de Yucay (intento de reunión de Almagro y el Inca, que fracasó);
- Entrada en el Cuzco y captura de Hernando Pizarro el 8 de abril de 1537. Almagro se posesiona de la ciudad como parte de su gobernación y finaliza la expedición a Chile.